# Complexo W-Arly-Pendjari
O Complexo W-Arly-Pendjari também chamado de "Complexo WAP" é a designação usada pela UNESCO para o complexo formado por três parques nacionais africanos que fazem parte do Patrimônio Mundial da Humanidade:
- Parque Nacional de Arly em Burkina Faso
- Parque Nacional de Pendjari no Benim
- Parque Nacional W do Níger, localizado em três países, Burkina Faso, Benim e Níger

Desde 2005, a área protegida é considerada Unidade de Conservação e Potencial Fortaleza para leões.

## UNESCO
Foi inscrito como Patrimônio Mundial da UNESCO em 1996 com extensão em 2017 por: "incluir a maior e mais importante faixa de savana do oeste africano, sendo refúgio para uma enorme quantidade de espécies que desapareceram de outras regiões da África. É o lar da maior população de elefantes do oeste da África e a maior quantidade de mamíferos típicos da região como o peixe boi africano, guepardo, leão e leopardo"
Em 1996 apenas o Parque Nacional W fazia parte do Patrimônio Mundial. A partir de 2017 foi realizada uma extensão e os outros dois parques foram adicionados.